# 進藤祐光
進藤 祐光（しんどう ゆうこう、1969年 - ）は、日本の写真家。福岡市出身。
公益社団法人日本広告写真家協会（APA）福岡県美術協会会員。

## 人物
東福岡高等学校。九州産業大学芸術学部写真学科。
渡豪　渡米。
電通 映像制作部撮影課を経て、進藤祐光写真事務所を設立。
現在福岡市中央区唐人町にて家業であるフォト・スタジオYasuko 4代目を継承し
地域密着の営業写真を基盤とし様々な写真を発表している。
また人物や商品、被写体の種別・大小を問わず、起こりうる限りのあらゆる広告撮影に精通するため、
大手クライアントやアートディレクターからの信頼が厚い。
加えて時代に左右されない撮影センスによって、電通に在籍した2000年代から現在に至るまで、
常に日本の広告写真の第一線で活動。

## 賞歴
日本広告写真家協会展（APA）文部科学大臣賞
APAアワード経済産業大臣賞
毎日広告デザイン賞、日経広告賞、読売広告大賞、
朝日広告賞、新聞広告賞、福岡広告賞、
など多数の大賞を受賞。
国外のポスターコンクールにて入選、入賞も多数あり。

## 主な著作
- 『1204/2004 博多祇園山笠」』2004年　自費出版
- 『VIBRATION』2015年 市兵衛町画廊出版

## 写真展
- 1987 「博多んもんの青春」 福岡市美術館
- 1992 「光と風に戯れるものたち」 京セラ CONTAX SALON 銀座・京都
- 1995 「博多の子供達」 ギャラリー泉 福岡
- 1996 「続博多の子供達」 ギャラリー泉 福岡
- 1997 「続博多の子供達」 ギャラリー泉 福岡
- 2004 「1204/2004 博多祇園山笠」 福岡アジア美術館 福岡
- 2015 「VIBRATION」 市兵衛町画廊 六本木
- 2021 「Nature in Nature」 九州英数学館ギャラリー 福岡・九州ホテルギャラリー雲仙
- 2022「親子3人写真展」福岡市美術館
- 2023 「Nature in Nature」 カレッタ汐留ギャラリー